# Mathias Biabiany
 (janvier 2019).
Si vous disposez d'ouvrages ou d'articles de référence ou si vous connaissez des sites web de qualité traitant du thème abordé ici, merci de compléter l'article en donnant les références utiles à sa vérifiabilité et en les liant à la section « Notes et références ».
 (novembre 2021).

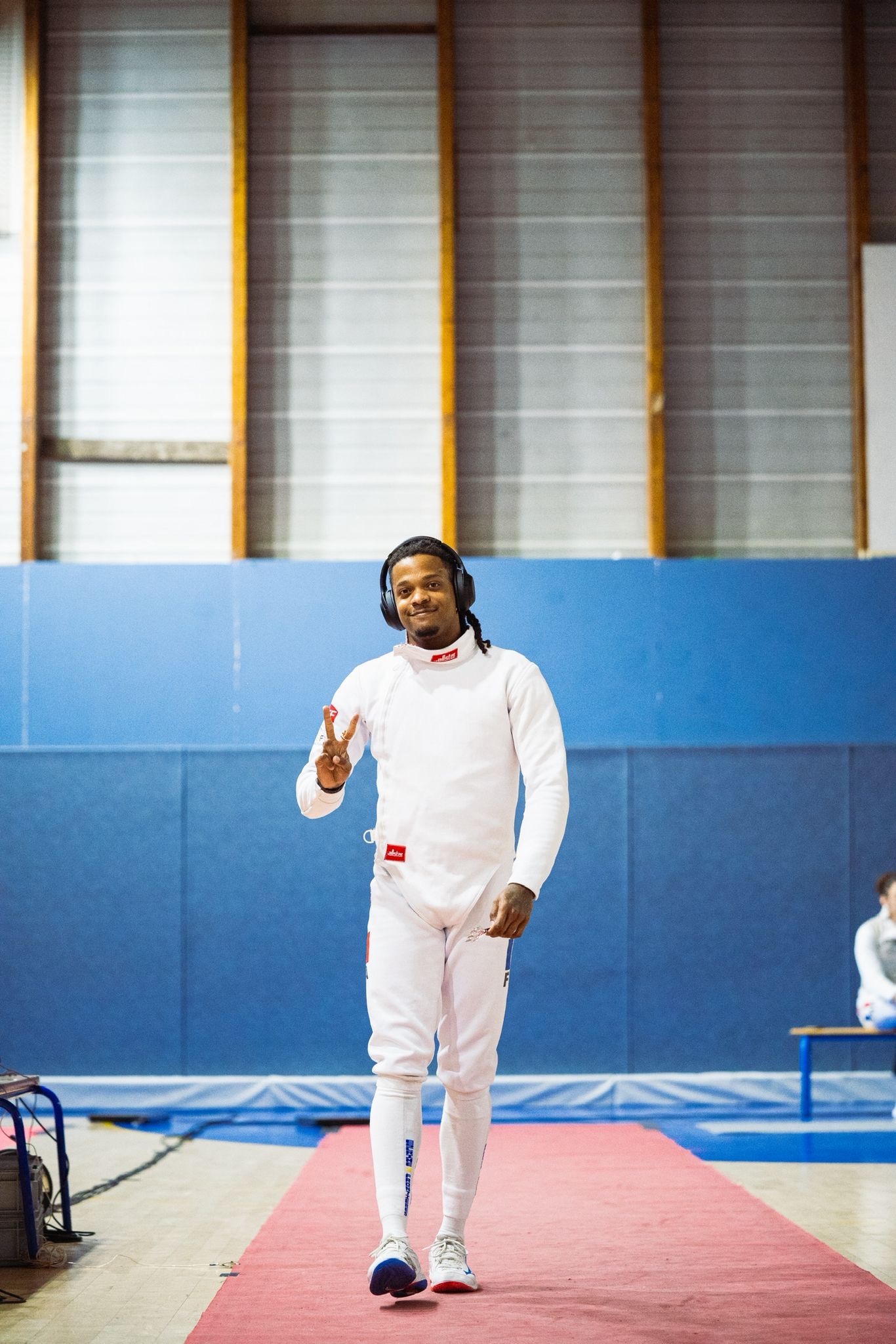
L'escrimeur français Mathias Biabiany

Mathias Biabiany est un escrimeur français né le 30 novembre 1994 aux Abymes (Guadeloupe).

## Carrière
Mathias Biabiany commence la pratique du fleuret à quatre ans au sein de l'escrime club de Deshaies. Inspiré par son grand frère et souhaitant découvrir une nouvelle arme, il se dirige ensuite vers l’épée[source insuffisante]. Il est ensuite est recruté au CREPS Antilles-Guyane où il reste un an.
L’année de ses 17 ans représente un tournant dans sa carrière : il quitte la Guadeloupe pour rejoindre le pôle France Jeune de Reims. En parallèle il est affilié au club d'escrime Rodez Aveyron dans lequel il évolue encore aujourd'hui.
Entre 2012 et 2014, Biabiany remporte en junior six médailles nationales et deux médailles internationales.
En 2015, Mathias rejoint la Team escrime Levavasseur, une structure privée créée par Daniel Levavasseur, ancien athlète de haut niveau et entraineur national. Cette année lui permit d'améliorer sa technique et de préparer son passage en senior.
En 2016, il participe à sa première saison complète en catégorie senior. Il obtient ses premiers résultats, notamment avec son club avec lequel il remporte le championnat d’Europe des clubs par équipes avec Fabrice Jeannet, Alexandre Bardenet et Jonathan Bonnaire. Le club est également vice-champion de France. Sur le plan individuel, il termine sixième aux championnats de France et huitième au Grand Prix de Doha, manche de la coupe du monde 2016-2017. 
En 2017, Mathias Biabiany poursuit sur sa lancée[non neutre], à l’image de sa septième place au championnat de France D1 et à sa onzième place à la coupe du monde seniors à Bogota.
L’année 2018 est marquée par des succès internationaux en équipe. Il termine premier par équipes lors de la coupe du monde à Vancouver et deuxième de la manche de coupe du monde par équipes de Heidenheim an der Brenz. 
En janvier 2019, parallèlement à sa carrière de sportif de haut niveau, Biabiany rejoint le dispositif Athlètes SNCF en tant que chef d'équipe transilien à Paris Gare de Lyon.
Le même mois, il remporte le Mémorial Henri-Foussard pour le circuit national à Lisieux.

## Palmarès
- Championnats du monde militaire
  -  Médaille d'or en individuel aux championnats du monde militaire 2017

- Coupe d'Europe des clubs champions
  -  Médaille d'or à la Coupe d'Europe des clubs champions 2016 avec Escrime Rodez Aveyron[2]
  -  Médaille de bronze à la Coupe d’Europe des clubs champions 2017 avec Escrime Rodez Aveyron[réf. nécessaire]

- Championnats de France
  -  Médaille d'argent par équipes championnats de France 2016 à Saint-Paul-Trois-Châteaux
  -  Médaille de bronze par équipes aux championnats de France 2017 à Albi
  -  Médaille de bronze par équipes aux championnats de France 2019 à Fontaine

- Épreuves de coupe du monde
  -  Médaille d'or au Tournoi satellite de Genève sur la saison 2022-2023[9]
  -  Médaille d'argent par équipes à la Coupe du monde de Vancouver sur la saison 2017-2018[10],[4]
  -  Médaille d'argent par équipes à la Coupe d'Heidenheim sur la saison 2017-2018[5]